# Tarletonbeania taylori
Tarletonbeania taylori är en fiskart som beskrevs av Mead, 1953. Tarletonbeania taylori ingår i släktet Tarletonbeania och familjen prickfiskar. Inga underarter finns listade i Catalogue of Life.